# 1956 في رومانيا
فيما يلي قوائم الأحداث التي وقعت خلال عام 1956 في رومانيا.

## رياضة
- 1 يناير – دوري الدرجة الأولى الروماني 1956 الفائز نادي ستيوا بوخارست.

## مواليد

### يناير
- 1 يناير – مارين دراغنيا لاعب كرة قدم روماني.

### مايو
- 8 مايو – دوميترو مورارو لاعب كرة قدم روماني.
- 8 مايو – فيكتور بيتسوركا لاعب كرة قدم.
- 12 مايو – إيلان غيلون سياسي إسرائيلي.
- 15 مايو – جينو أورغوليسكو لاعب كرة قدم روماني.

### سبتمبر
- 9 سبتمبر – سيلفيو لونغ لاعب كرة قدم روماني.
- 13 سبتمبر – إيلي بلاتشي لاعب ثم مدرب كرة قدم روماني.

### أكتوبر
- 1 أكتوبر – كريستيان تودور بوبيسكو كاتب روماني.
- 2 أكتوبر – كونستانتين ستانكو لاعب كرة قدم.
- 11 أكتوبر – نيكولاي أونغوريانو لاعب كرة قدم روماني.

### نوفمبر
- 27 نوفمبر – ماريانا سيميونسكو لاعبة كرة مضرب رومانية.

### ديسمبر
- 27 ديسمبر – دوينا ميلينتي

## وفيات

### أبريل
- 4 أبريل – إغنيس إسترهازي (مواليد 1891) ممثلة مجرية.

### أغسطس
- 16 أغسطس – بيلا لوغوسي (مواليد 1882) ممثل مجري.

### سبتمبر
- 8 سبتمبر – أوسكار كوفمان (مواليد 1873) مهندس معماري مجري.